# Svéradice
Svéradice é uma comuna checa localizada na região de Plzeň, distrito de Klatovy.